# Tempel von Debod
Der Tempel von Debod ist ein altägyptisch-unternubischer Tempel, der in Madrid wiederaufgebaut wurde. Er stand ursprünglich 15 km südlich von Philae an den Ufern des Nils in der Nähe des ersten Nil-Kataraktes in unmittelbarer Nähe von Debod. 
In einem bei Debod befindlichen Heiligtum wurde die Göttin Isis von Philae gemeinsam mit Hor-pa-chered von Philae verehrt. Der südliche Tempelkomplex von Debod bildete einen Teil dieser Heiligenstätte; die Nordhälfte war „Amun von Debod“ geweiht. Die alte Tempelanlage von Debod ist unter anderem bereits in der 8. Dynastie (erste Zwischenzeit) belegt.

## Geschichte
Der neue Tempel wurde von Ptolemaios IV. erbaut. Im frühen zweiten Jahrhundert v. Chr. ließ der nubische König Adikhalamani von Meroe eine kleine Kapelle zu Ehren des Gottes „Amun von Ta-hut“ in der Nähe der Ortschaft Debod errichten. Die Kapelle war bekannt unter dem Namen „Kapelle der Reliefs“. In ihr waren zahlreiche Inschriften und Reliefs zu finden, unter anderem zwei Opferszenen, wo der Gott Hor-pa-chered Speisen erhält. 
Im weiteren Verlauf fügten verschiedene ptolemäische Könige neue Kammern um den ursprünglichen Kern der Anlage hinzu. Augustus ließ später den Vorhof erbauen. Beschreibungen über die Dekorationen und Inschriften des Vorhofes sind nur noch aus den Berichten von Ägypten-Reisenden erhalten geblieben, beispielsweise von einer weiteren Opferszene zu Ehren von Hor-pa-chered. Weitere Vergrößerungs- und Verschönerungsarbeiten fanden unter Tiberius und vermutlich Hadrian statt.

## Darstellungen

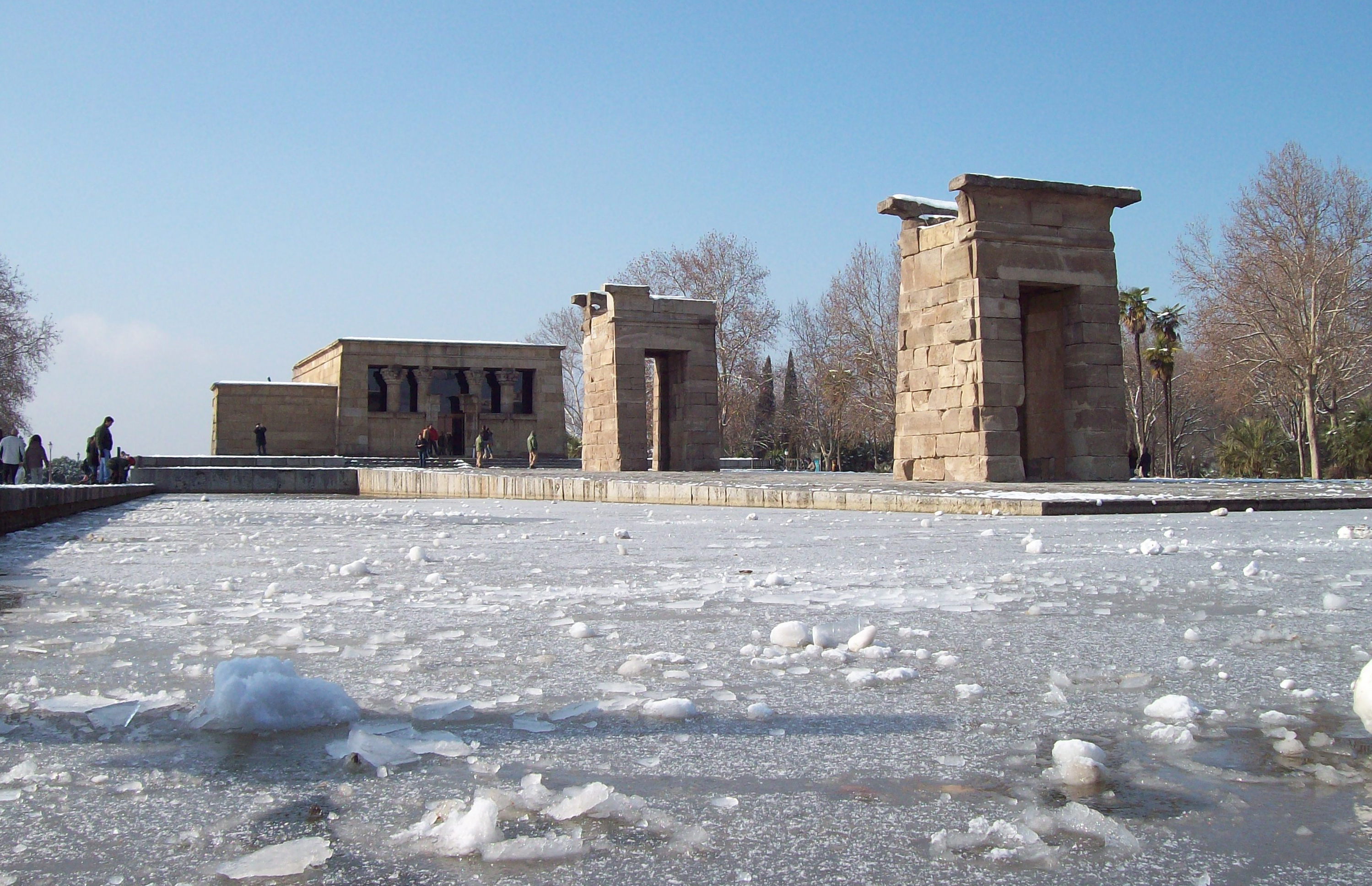
Der Tempel von Debod.

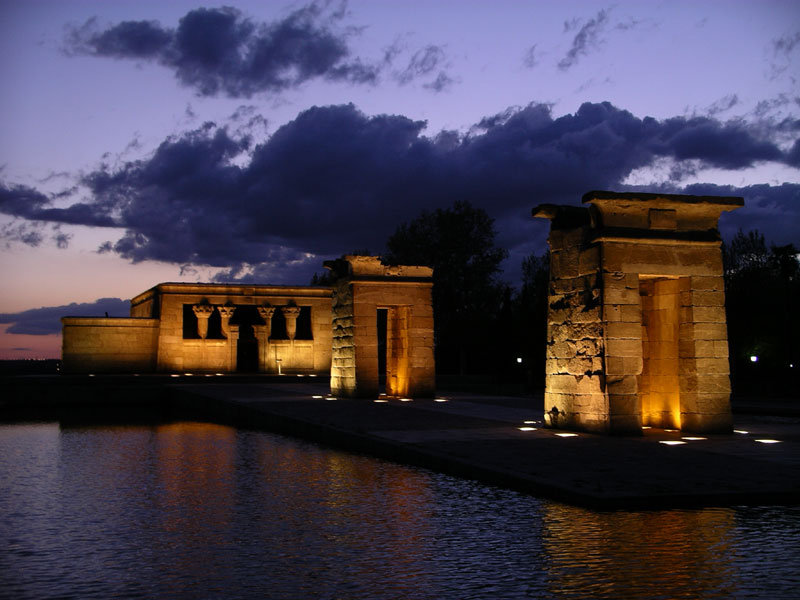
Tempel von Debod.

### Kapelle
Hor-pa-chered, dem mit Uto ein Speiseopfer dargebracht wird, ist als stehende nackte Gottheit mit Doppelkrone, Jugendlocke, Pektoral, Anch-Zeichen und mit linker Hand am Mund zu sehen; in einer weiteren Opferszene gemeinsam mit Nechbet mit ähnlicher Ikonografie.

### Vorhof
In einer Ritualszene steht der König vor Isis, Osiris, Schepesetneferet, Imhotep und Hor-pa-chered. Die Wand, auf der die Reliefs angebracht waren, ist zwischenzeitlich zerstört. Dort trat Hor-pa-chered als stehender Gott mit Mantel, Doppelkrone, Jugendlocke und Herzamulett auf; die rechte Hand am Mund und in der linken Hand ein Rechit haltend.

## Rettung vor Flutung

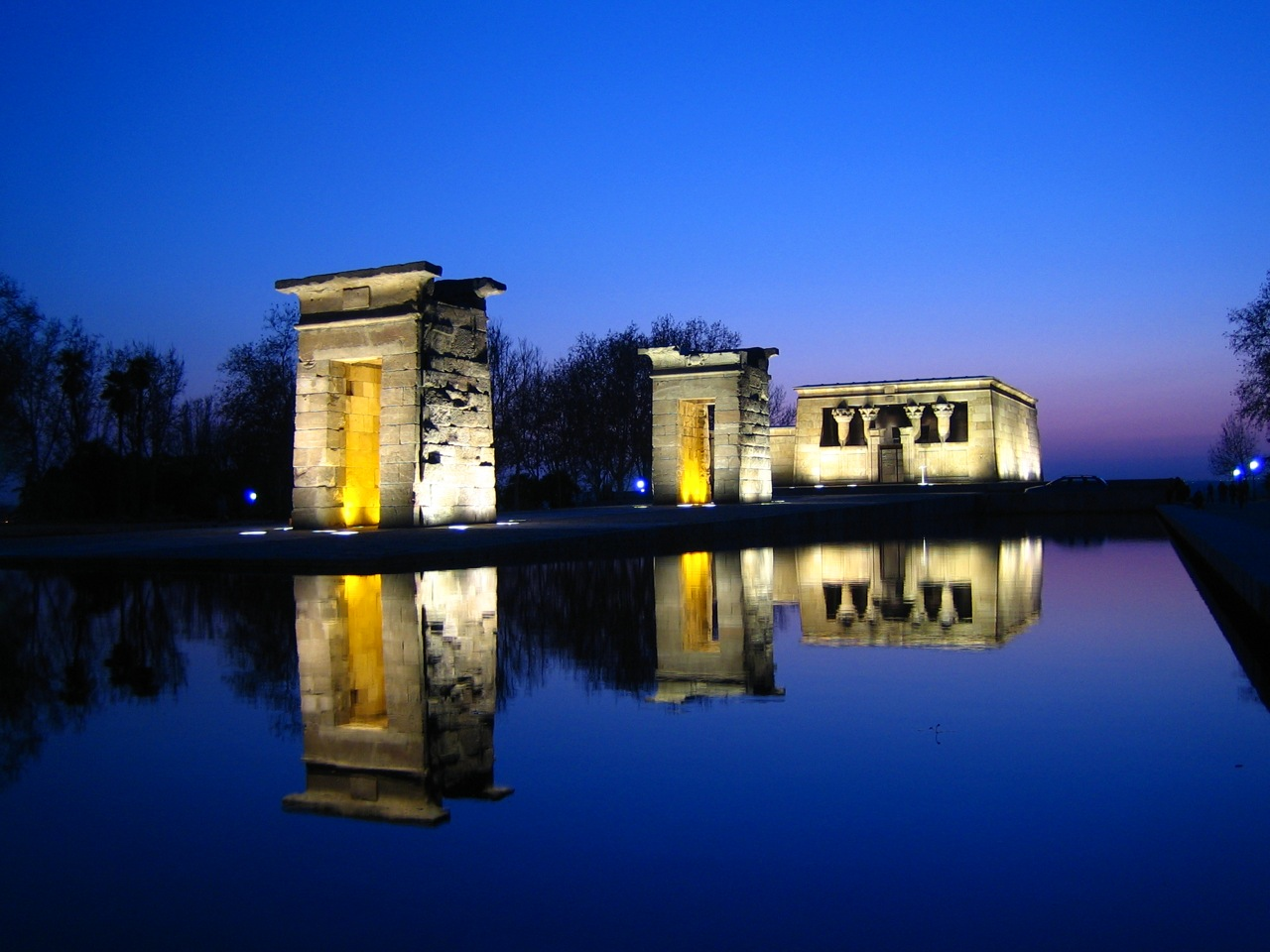
Bei Nacht.

Der Bau des Assuan-Staudamms im Jahr 1960 brachte eine Reihe archäologischer Monumente der Nilregion in Gefahr geflutet zu werden. Daher erließ die UNESCO einen Aufruf zur Rettung des einzigartigen Kulturerbes im südlichen Ägypten. Zur Anerkennung der Hilfe Spaniens bei der Rettung des Tempels von Abu Simbel schenkte die ägyptische Regierung den Tempel von Debod im Jahre 1968 an Spanien. 
Der Tempel wurde jedoch bereits 1961 auseinandergenommen und auf der sog. Elefanteninsel in der Nähe des Staudamms zwischengelagert. Dort verblieben die großen Einzelblöcke bis zum April 1970, als sie flussabwärts nach Alexandria verbracht wurden. Im Juni 1970 wurden die Blöcke auf ein Schiff verfrachtet und über den Hafen Valencia bis nach Madrid transportiert.

## Neue Heimat
Der Tempel wurde daraufhin in einer der schönsten Parkanlagen Madrids wiedererrichtet, und zwar in der Nähe des Madrider Campo del Moro und des Parque del Oeste (deutsch: Westpark) auf dem Gelände einer ehemaligen  Militärkaserne (Cuartel de la Montaña). Der Tempel ist seit 1972 öffentlich zugänglich und eines der wenigen Beispiele altägyptischer Architektur, die außerhalb von Ägypten besichtigt werden können, sowie die einzige Ausstellung dieser Art in Spanien.